# هوارد بي. لي
هوارد بي. لي (بالإنجليزية: Howard B. Lee) هو محامي وسياسي أمريكي، ولد في 27 أكتوبر 1879 في مقاطعة ويرت في الولايات المتحدة، وتوفي في 24 مايو 1985 في ستيوارت في الولايات المتحدة بسبب مرض. حزبياً، نشط في الحزب الجمهوري.